# Ramon Marcer Butí
Ramon Marcer Butí (Sant Pere de Ribes (Garraf) 6 d'abril de 1934 - Reus 12 de desembre de 2001) va ser un advocat català.
Era fill de Josep Marcer Almirall i de Teresa Butí Grau, tots dos de Sant Pere de Ribes. Va estudiar Dret a la Universitat de Barcelona entre els anys 1955 i 1960. L'any 1961 va anar a viure a Reus, on va obrir un bufet d'advocat el 1964. L'any 1963 es va casar amb la pedagoga Maria Àngels Ollé Romeu. Va ser degà en funcions del Col·legi d'Advocats de Reus de gener a desembre de 1987, i diputat de la seva junta. Era membre de l'Associació d'Advocats Demòcrates, i durant la dictadura franquista va assistir a detinguts i presos polítics de les comarques tarragonines. Va formar part dels organismes unitaris de l'oposició, com ara la Comissió Democràtica del Baix Camp, lligada al Consell de Forces Polítiques de Catalunya, i també de l'Assemblea de Catalunya. L'any 1977 va ser un dels redactors i membre de la comissió que en va fer entrega a l'Ajuntament del manifest «Volem ajuntaments democràtics», l'any 1977, demanant la dimissió de l'ajuntament franquista.
Va estar vinculat a diverses entitats: era membre de la junta directiva i de la comissió de garanties del Centre de Lectura de Reus, president de la Jove Cambra de Reus, i membre de la junta directiva del Reus Deportiu. Durant la transició va ser el representant al Baix Camp en el projecte de Televisió de Catalunya. Va morir el 12 de desembre de l'any 2001, quan era Síndic de Greuges de l'Ajuntament de Reus.